# 格魯菲德·阿頗·盧埃林
格魯菲德·阿頗·盧埃林（Gruffudd ap Llywelyn，1010年代—1063年）是一位十一世紀的威爾斯國王。他在1055年統一了整個威爾斯，是唯一一個控制威爾斯全境的本土君主。
格魯菲德的父親，盧埃林·阿頗·塞瑟爾，是圭內斯、德赫巴思與波伊斯王國的國王。當他在1023年去世後，伊亞戈·伊鐸·莫里格奪取了王位。當伊亞戈於1039年死於內亂後，格魯菲德成為了圭內斯與波伊斯國王，1055年他進一步奪取德赫巴思，重新統一了三個王國。與父親在位時不同的是，此時威爾斯已無人挑戰格魯菲德的地位。

威爾斯在格魯菲德在位時期

格魯菲德在1063年去世。他的異父弟布雷丁·阿頗·辛芬繼承圭內斯與波伊斯，德赫巴思則落入麥爾杜德·歐文·艾德溫的控制。